# El Kerma
El Kerma è un comune dell'Algeria, situato nella provincia di Orano.